# Symphonie no 3 de Beethoven
Eroica
Pour les articles homonymes, voir Symphonie no 3 et Eroica (homonymie).
La Symphonie no 3 en mi bémol majeur communément appelée Eroica (l'italien pour « Héroïque ») op. 55 du compositeur allemand Ludwig van Beethoven, est la troisième de ses neuf symphonies. Elle a été composée en 1803  – 1804 et créée publiquement le 7 avril 1805, au Theater an der Wien à Vienne, avec Franz Clement (futur dédicataire du Concerto pour violon) comme Konzertmeister. Une première audition privée s'est vraisemblablement tenue le 9 juin 1804 dans le palais viennois du prince Joseph Franz von Lobkowitz, selon ce qu'attestent les registres de son Kapellmeister Anton Wranitzky. Le prince Lobkowitz, qui avait alors l'exclusivité de l'œuvre, la fit notamment exécuter cette même année trois fois de suite dans sa résidence de Raudnitz pour le prince Louis-Ferdinand de Prusse faisant halte sur la route de Vienne.
La symphonie fut tout d'abord dédiée à Napoléon Bonaparte, mais le compositeur renonce à cette dédicace lorsqu'il apprend que le Premier Consul s'est fait couronner empereur. La symphonie est finalement dédiée à la mémoire « d'un grand homme », bien qu'elle ait été par la suite dédiée au grand mécène du compositeur, le Prince de Lobkowitz. Cette symphonie est l'une des œuvres les plus populaires de Beethoven (le compositeur lui-même la préférait à toutes ses autres symphonies). Elle est en outre considérée par certains comme annonciatrice du romantisme musical.

## Histoire de l'œuvre

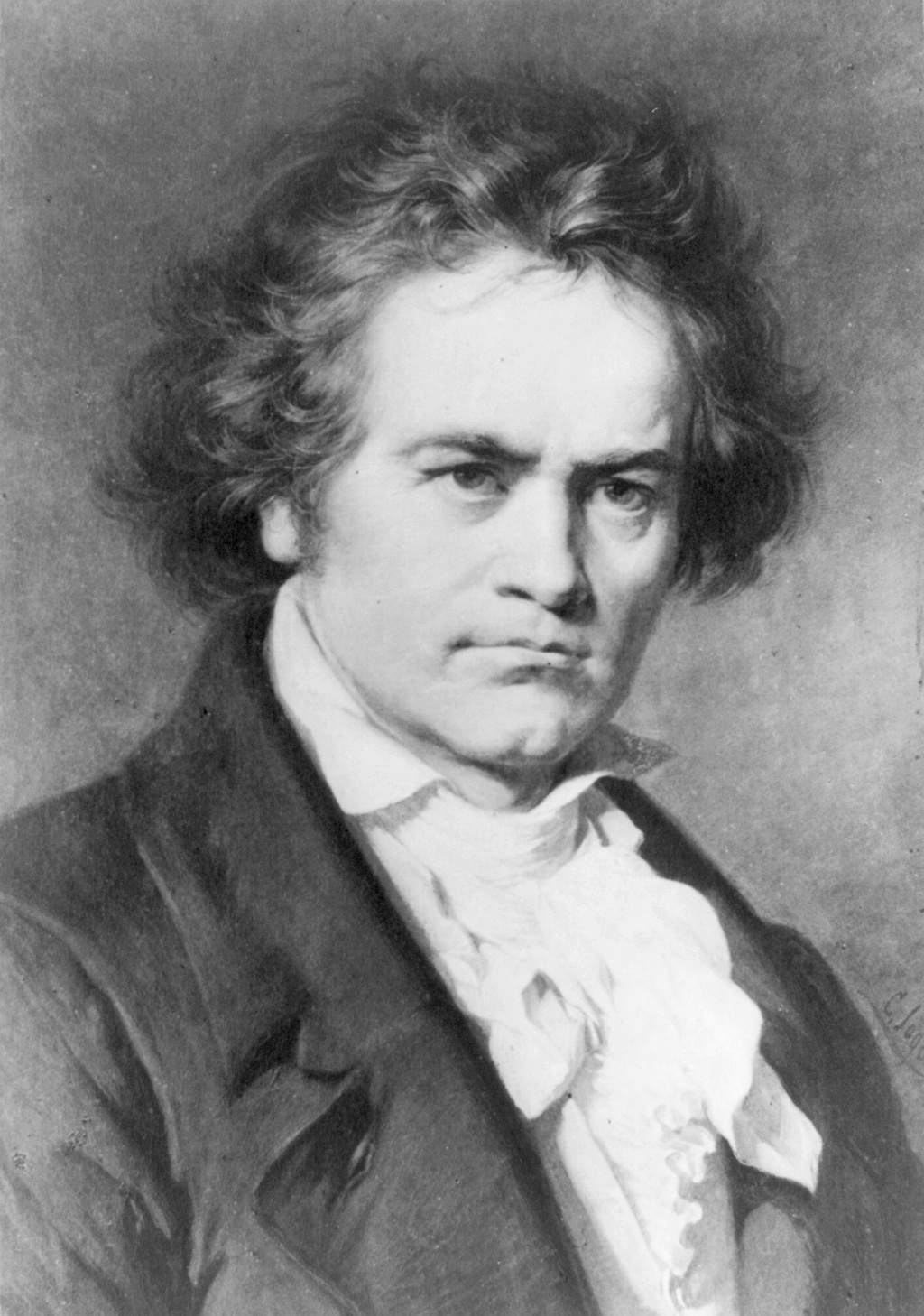
Beethoven

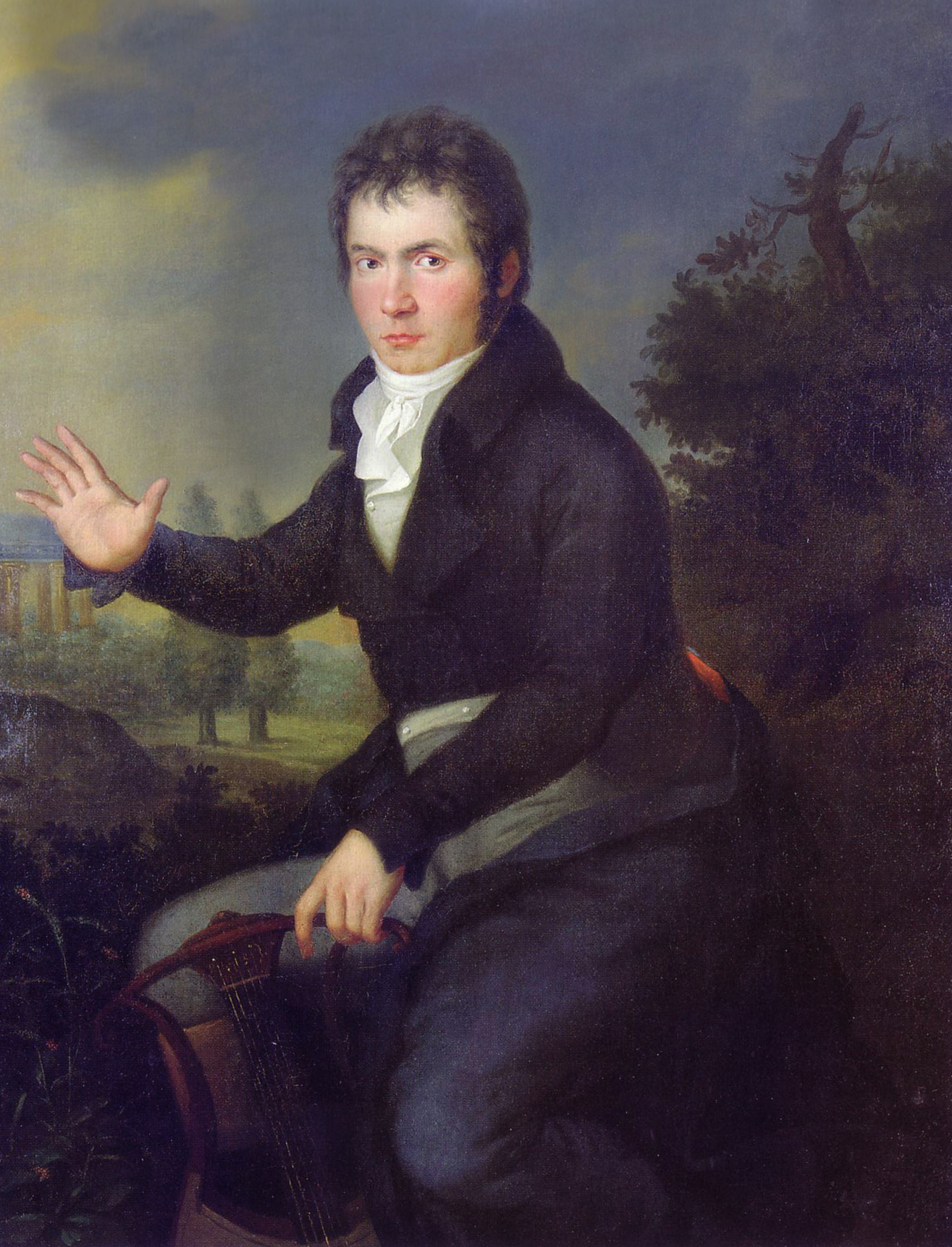
Beethoven en 1804, Portrait de J.W. Mähler

### Composition
Composée du milieu de l'année 1802 à l'été 1803, elle fut terminée pendant l'été 1804,.
Beethoven commence à penser à cette symphonie au milieu de l'année 1802, alors que la deuxième symphonie n'était pas achevée. 
Le travail principal se situe au cours de l'été 1803 (juin/octobre) que Beethoven passa à Baden, et à Oberdöbling,. Il ne l'achèvera qu'après l'avoir entendue, à la fin du printemps 1804, exécutée lors d'une répétition privée par l'orchestre du Prince Lobkowitz à Vienne,.

### Dédicace

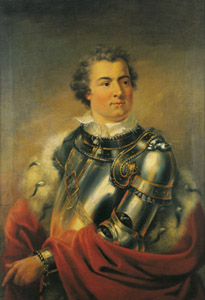
Le Prince de Lobkowitz

La symphonie no 3 de Beethoven est au départ nommée « Sinfonia grande, intitolata Bonaparte », dédiée ainsi à Napoléon Bonaparte. Le compositeur admirait en effet ce dernier qu'il considèrait comme l'incarnation des idéaux de la Révolution française. Cependant, lorsque Napoléon est sacré empereur des Français en décembre 1804, Beethoven en est apparemment si furieux qu'il rature le nom de « Bonaparte » de la page de titre en appuyant avec une force telle qu'il en brise sa plume et troue le papier.
Lors de sa publication au comptoir des Arts et de l'Industrie à Vienne en 1806, sous le numéro d'opus 55, Beethoven y inscrit le titre : « Sinfonia eroica, composta per festeggiare il sovvenire d'un grand'uomo » (Symphonie Héroïque, pour célébrer la mémoire d'un grand homme). Elle est finalement dédiée au grand mécène de Beethoven, le Prince de Lobkowitz,.

### Création
La symphonie no 3 de Beethoven est créée le 7 avril 1805 au Theater an der Wien à Vienne. Beethoven dirigeait lui-même l’orchestre,.

## Orchestration
Elle est écrite pour orchestre symphonique.
| Instrumentation de la 3e symphonie de Beethoven                     |
| Cordes                                                              |
| Premiers violon, seconds violons, altos, violoncelles, contrebasses |
| Bois                                                                |
| 2 flûtes, 2 hautbois, 2 clarinettes en si♭, 2 bassons               |
| Cuivres                                                             |
| 3 cors en mi♭ et en ut, 2 trompettes en mi♭ et en ut                |
| Percussions                                                         |
| 2 timbales (mi♭ et si♭)                                             |

## Structure
La troisième symphonie de Beethoven, comme la plupart des symphonies classiques, comprend quatre mouvements et son exécution dure, suivant l'interprétation, de 45 à 55 min (l'interprétation par Carlo Maria Giulini avec l'orchestre de Los Angeles — voir repères discographiques — frôle les 58 min). 
La durée de l'œuvre peut varier de façon relativement importante d'une interprétation à l'autre aussi bien par la vitesse d'exécution que par le fait de faire ou non la reprise dans le premier mouvement. En effet, dans ce morceau, à la fin de l'exposition, Beethoven indique que cette dernière doit être reprise, or jusqu'à la fin des années 1950, étant donné la longueur du morceau, de nombreux chefs d'orchestre — dont Herbert von Karajan — ont préféré ignorer cette reprise. À l'inverse, la tendance actuelle tend à inclure cette reprise ; c'est le cas, entre autres, avec Philippe Herreweghe, Bernard Haitink, Christian Thielemann, ou encore Carlo Maria Giulini, dans l'interprétation mentionnée dans le paragraphe précédent.
| I   | .              | Allegro con brio                      | - 3/4 -                 | blanche pointée = 60                                             | mi♭ majeur                    |
| II  | Marcia funebre | Adagio assai                          | - 2/4 -                 | croche = 80                                                      | do mineur do majeur do mineur |
| III | Scherzo        | Allegro vivace Alla breve Tempo primo | - 3/4 - - 2/2 - - 3/4 - | blanche pointée = 116 ronde = 116 (4 mes.) blanche pointée = 116 | mi♭ majeur                    |
| IV  | Finale         | Allegro molto Poco Andante Presto     | - 2/4 -                 | blanche = 76 croche = 108 croche = 116                           | mi♭ majeur                    |

## Analyse

### I - Allegro con brio
Deux accords brefs et théâtraux en mi bémol majeur introduisent l'œuvre, avant la première exposition du thème principal « héroïque » aux violoncelles puis aux violons. Les bois ensuite se relaient sur ce thème avant qu'un crescendo le porte aux cors et trompettes. Le doux deuxième thème, long d'une mesure seulement, subit un traitement analogue, et est suivi par un assez long passage orchestral énergique dont le caractère est véritablement héroïque, comportant une variation sur le thème principal. Ce passage est ensuite modifié et repris plus calmement avant qu'un nouveau crescendo emporte le tout vers six accords de dominante, lourdement assénés par l'orchestre. Un pont nous conduit au développement où le thème principal est omniprésent et où les passages énergiques de l'exposition sont repris et enrichis. Le milieu du développement est remarquable car c'est une succession d'une cinquantaine d'accords dissonants fortissimo, produisant un effet d'insistance véhémente. Un très beau thème mélodique aux bois s'ajoute alors, et tous les échanges orchestraux qui suivent mènent à un decrescendo aboutissant à la fameuse fausse entrée du cor, quatre mesures avant l'accord fortissimo (voir la rubrique Anecdotes) annonçant la réexposition. Celle-ci, semblable au début dans sa structure, comporte quelques modifications d'ordre mélodique et d'orchestration. Enfin, une longue coda arrive où le motif héroïque continue de résonner avant de s'éteindre. 
Des réminiscences de la réexposition envahissent les cordes, avant que le motif héroïque ne revienne en mineur aux hautbois et clarinettes en crescendo et decrescendo, tandis que les cordes deviennent nostalgiques. Le basson entonne de nouveau le motif héroïque en majeur en crescendo, avec en contrepoint les motifs vifs des cordes, puis un imposant ostinato rythmique des cors et trompettes, jusqu'au fortissimo général plein de magnificence où sont clamés avec force le motif héroïque et l'ostinato. Enfin, un passage de l'exposition initiale mène à une série d'accords parfaits conduisant à la cadence parfaite finale.
Dans le premier mouvement juste avant la réexposition, le cor d'harmonie fait son entrée en solo sur le thème principal, en légère dissonance avec le reste des instruments, quatre mesures avant la « vraie » entrée. Le disciple de Beethoven, Ferdinand Ries, racontait :
« La première répétition de la symphonie fut terrible, mais le corniste entra pile au moment prévu. Je me tenais à côté de Beethoven et, croyant que le musicien avait fait une entrée hâtive, je dis : « Ce maudit corniste ! Ne sait-il pas compter ? Cela sonne affreusement faux ! » Je crois que j'ai été à deux doigts de me faire chauffer les oreilles. Il a fallu un long moment avant que Beethoven ne me pardonne. »
Début du 1er thème en mi  majeur
Dans ce mouvement, Beethoven rompt avec certains principes de composition, ce qui se traduit par la suppression de l'introduction, remplacée par deux accords en mi bémol majeur, l'utilisation massive des bois et des cuivres et leurs rôles importants, désormais, ils participent à l'énoncé des thèmes. Au plan harmonique, les nombreuses modulations présentes explorent de nouvelles tonalités peu utilisées, et aussi l'emploi de dissonances dans le développement. L'innovation se poursuit au niveau de la structure, comme l'ajout d'un 3e thème dans le développement, le rallongement de celui-ci fait entendre de nouveaux motifs rythmiques et mélodiques, la coda rappelle tous les thèmes énoncés, et enfin la longueur du mouvement, inédite pour son temps,  atteint 18, voire 20 minutes dans certaines interprétations. 

#### Durée théorique
Le mouvement comporte 689 mesures + 153 de la reprise de l’exposition et le rythme est à trois temps (3/4) pris à 60 bpm la blanche pointée équivalente à la mesure, donc :
(60/60 x (689 + 153)) = 842 secondes, ce qui rapporte la durée du mouvement avec la reprise exactement à 14 min 02 s

### IV - Finale: Allegro molto – Poco Andante – Presto
Le mouvement commence par un grand vacarme des cordes et le premier thème est exposé pizzicato et piano par les cordes.
Le thème est ensuite exposé en deux variations.
Le deuxième thème est introduit par les vents (les hautbois, les clarinettes et les bassons supportés par les cordes) piano mais dolce.
Ce dernier thème est répété plusieurs fois pour passer du piano dolce à un forte décidé.
Vient maintenant une fugue sur le premier thème exposé, cette fois, en ut mineur. Les premiers violons réintroduisent le premier thème et la fugue continue.
Soudain la flûte reprend le deuxième thème, c'est la première variation du deuxième thème.
Troisième variation sur le premier thème, il s'agit ici d'une marche rapide en mineur.
Cette marche se finit par une très petite variation sur le deuxième thème.
Une grande fugue vient se placer au milieu de l’œuvre mêlant premier et deuxième thème.
La fugue continue mais soudain il y a un changement de tempo : il passe de allegro molto (la blanche vaut environ 76) a poco andante (la croche vaut environ 106).
Avec ce tempo, Beethoven, vient faire deux grandes variations sur le deuxième thème qui passe du piano au forte.
Pour la deuxième variation, ce sont les cuivres qui la font.
Beethoven enchaîne sur la coda qui fera passer le tempo a Presto (la croche vaut environ 116).
La coda est rapide, dynamique et enjouée,comme pour la future cinquième symphonie, le final est une suite d'accords tonaux et de gammes majeures.
Le thème du quatrième mouvement avec sa ligne de basse.

## Réactions de la critique
L'œuvre est considérée comme un élément déterminant de l'histoire de la musique classique pour plusieurs raisons. D'abord par sa durée, cette pièce est environ deux fois plus longue que toutes les symphonies de Haydn ou de Mozart. Le premier mouvement à lui seul est presque aussi long que la totalité de plusieurs symphonies classiques. Dans cette œuvre, Beethoven couvre aussi beaucoup plus de terrain émotionnel que ses précurseurs : en effet, la symphonie « Eroica » est souvent considérée comme la marque du début de la période romantique en musique. Le deuxième mouvement, en particulier, dépeint un grand spectre d'émotions, passant de la misère du thème de marche funèbre jusqu'au réconfort qu'inspirent les épisodes en gamme majeure. Le finale de la symphonie montre une portée émotionnelle similaire et incarne une importance au sein du plan d'ensemble qui est inédite à ce point de l'histoire musicale. Alors que dans les précédentes symphonies le finale était une conclusion rapide et enjouée, il est ici une longue série de variations et de fugues sur un thème que Beethoven avait déjà écrit pour la musique de son ballet Les Créatures de Prométhée.
Le critique musical J.W.N. Sullivan décrit le premier mouvement comme une expression du courage de Beethoven confrontant sa surdité, le deuxième comme lent et funeste, représentant son immense désespoir, le troisième, le scherzo, comme une « indomptable révolte d'énergie créative » et le quatrième mouvement comme une effusion exubérante de la même énergie.

## Arrangement
Ferdinand Ries, élève, secrétaire, copiste, pianiste, compositeur et ami de Beethoven, a réalisé un arrangement pour quatuor avec piano.

## Usage moderne
Le deuxième mouvement, une marche funèbre, est souvent joué lors d'occasions commémoratives ; l'œuvre entière est parfois même exécutée. Serge Koussevitzky la dirigea à la mort du président Franklin Delano Roosevelt, Bruno Walter fit la même chose pour Arturo Toscanini, Daniel Barenboim fit de même pour le décès de Claudio Abbado. À la suite des attentats du 13 novembre 2015, l'Orchestre national de France interpréta ce mouvement à l'auditorium de la Maison de la Radio sous la baguette de Daniele Gatti après la minute de silence observée par la France entière.
Ce même deuxième mouvement fut utilisé comme hymne funèbre lors de la cérémonie commémorative qui suivit le Massacre de Munich, attaque terroriste qui eut lieu durant les Jeux olympiques d'été de 1972.
La marche funèbre est également utilisée comme thème de défaite dans le jeu vidéo Civilization II.

## Repères discographiques